# مدرا ۱۱۱۱۸
سیارک ۱۱۱۱۸ (به انگلیسی: 11118 Modra، نامگذاری:1996PK) یازده هزار و صد و هجدهمین سیارک کشف شده‌است که در ۹ اوت ۱۹۹۶ کشف شد.
قدر مطلق سیارک برابر ۱۴٫۵۰ است.